# Giải bóng đá Vô địch Quốc gia chuyên nghiệp 2000–01
Giải bóng đá Vô địch Quốc gia Chuyên nghiệp 2000–01, tên gọi chính thức là Giải bóng đá Vô địch Quốc gia Chuyên nghiệp Strata 2000–01 hay Strata V-League 2000–01 vì lý do tài trợ, là mùa giải thứ 18 của Giải bóng đá Vô địch Quốc gia và là mùa giải đầu tiên bóng đá Việt Nam chuyển sang cơ chế chuyên nghiệp. Giải khởi tranh vào ngày 3 tháng 12 năm 2000 và kết thúc vào ngày 27 tháng 5 năm 2001 với 10 đội bóng tham dự. Các đội thi đấu vòng tròn hai lượt theo thể thức sân nhà - sân khách để xác định thứ hạng; hai đội xếp cuối bảng xuống thi đấu ở giải hạng Nhất mùa sau.
Mùa giải lần này có một số thay đổi quan trọng, trong đó có việc các đội được phép sử dụng cầu thủ nước ngoài để thi đấu lần đầu tiên trong giải. Trong mỗi trận đấu, mỗi đội bóng được đăng ký tối đa 5 cầu thủ nước ngoài (không có quốc tịch Việt Nam) nhưng chỉ được phép sử dụng tối đa 3 cầu thủ trong đội hình thi đấu trên sân.
Sông Lam Nghệ An đã giành được chức vô địch nhờ chiến thắng trước Công an Thành phố Hồ Chí Minh, trong khi đối thủ cạnh tranh trực tiếp, Nam Định bị Cảng Sài Gòn đánh bại ở lượt trận cuối.

## Thay đổi trước mùa giải

### Giải thường
Đội vô địch mùa giải này sẽ nhận được giải thưởng tiền mặt trị giá 1 tỷ đồng. Đội á quân nhận được 500 triệu đồng và đội hạng ba nhận được 250 triệu đồng.

## Các đội bóng

### Sân vận động
| Đội bóng                      | Địa điểm                       | Sân vận động | Sức chứa |
| ----------------------------- | ------------------------------ | ------------ | -------- |
| Cảng Sài Gòn                  | Quận 10, Thành phố Hồ Chí Minh | Thống Nhất   | 25.000   |
| Công an Hà Nội                | Đống Đa, Hà Nội                | Hà Nội       | 25.000   |
| Công an Hải Phòng             | Quận Ngô Quyền, Hải Phòng      | Lạch Tray    | 20.000   |
| Công an Thành phố Hồ Chí Minh | Quận 10, Thành phố Hồ Chí Minh | Thống Nhất   | 25.000   |
| Đồng Tháp                     | Thị xã Cao Lãnh, Đồng Tháp     | Cao Lãnh     | 20.000   |
| Khánh Hòa                     | Nha Trang, Khánh Hòa           | Nha Trang    | 15.000   |
| Nam Định                      | Thành phố Nam Định, Nam Định   | Chùa Cuối    | 15.000   |
| Sông Lam Nghệ An              | Vinh, Nghệ An                  | Vinh         | 20.000   |
| Thể Công                      | Đống Đa, Hà Nội                | Hàng Đẫy     | 25.000   |
| Thừa Thiên Huế                | Thành phố Huế, Thừa Thiên Huế  | Tự Do        | 20.000   |

### Nhân sự, nhà tài trợ và áo đấu
| Đội bóng                      | Huấn luyện viên     | Đội trưởng      | Nhà sản xuất áo đấu    | Nhà tài trợ chính (trên áo đấu)                  |
| ----------------------------- | ------------------- | --------------- | ---------------------- | ------------------------------------------------ |
| Cảng Sài Gòn                  | Phạm Huỳnh Tam Lang | Võ Hoàng Bửu    | Adidas (toàn giải đấu) | Highlands Coffee Tiger Beer Samsung (SyncMaster) |
| Công an Hà Nội                | Nguyễn Văn Nhã      | Vũ Minh Hiếu    | Adidas (toàn giải đấu) | Highlands Coffee Tiger Beer Samsung (SyncMaster) |
| Công an Hải Phòng             | Mai Trần Hải        | Đặng Văn Dũng   | Adidas (toàn giải đấu) | Highlands Coffee Tiger Beer Samsung (SyncMaster) |
| Công an Thành phố Hồ Chí Minh | Lê Quang Ninh       | Lê Huỳnh Đức    | Adidas (toàn giải đấu) | Highlands Coffee Tiger Beer Samsung (SyncMaster) |
| Đồng Tháp                     | Nguyễn Trung Hậu    | Trần Công Minh  | Adidas (toàn giải đấu) | Highlands Coffee Tiger Beer Samsung (SyncMaster) |
| Khánh Hòa                     | Dương Quang Hổ      | Nguyễn Hữu Đang | Adidas (toàn giải đấu) | Highlands Coffee Tiger Beer Samsung (SyncMaster) |
| Nam Định                      | Ninh Văn Bảo        | Nguyễn Văn Sỹ   | Adidas (toàn giải đấu) | Highlands Coffee Tiger Beer Samsung (SyncMaster) |
| Sông Lam Nghệ An              | Nguyễn Thành Vinh   | Văn Sỹ Thủy     | Adidas (toàn giải đấu) | Highlands Coffee Tiger Beer Samsung (SyncMaster) |
| Thể Công                      | Quản Trọng Hùng     | Nguyễn Hồng Sơn | Adidas (toàn giải đấu) | Highlands Coffee Tiger Beer Samsung (SyncMaster) |
| Thừa Thiên Huế                | Nguyễn Ðình Thọ     | Trần Quang Sang | Adidas (toàn giải đấu) | Highlands Coffee Tiger Beer Samsung (SyncMaster) |

### Thay đổi huấn luyện viên
| Đội bóng                      | Huấn luyện viên đi | Hình thức         | Ngày rời đi      | Vị trí xếp hạng | Huấn luyện viên đến | Ngày đến         |
| ----------------------------- | ------------------ | ----------------- | ---------------- | --------------- | ------------------- | ---------------- |
| Công an Thành phố Hồ Chí Minh | Lê Quang Ninh      | Sang chức HLV phó | Tháng 1, 2001    |                 | Nguyễn Văn Vinh     | Tháng 1, 2001    |
| Khánh Hòa                     | Dương Quang Hổ     | Từ chức           | 3 tháng 1, 2001  | Thứ 10          | Alfred Riedl        | 1 tháng 2, 2001  |
| Thừa Thiên Huế                | Nguyễn Ðình Thọ    | Từ chức           | 15 tháng 1, 2001 | Thứ 9           | Đoàn Phùng          | 15 tháng 1, 2001 |
| Công an Hải Phòng             | Mai Trần Hải       | Chuyển công tác   | Tháng 2, 2001    |                 | Trần Bình Sự        | Tháng 2, 2001    |
| Đồng Tháp                     | Nguyễn Trung Hậu   | Từ chức           | 16 tháng 3, 2001 |                 | Đoàn Minh Xương     | 16 tháng 3, 2001 |
| Công an Thành phố Hồ Chí Minh | Nguyễn Văn Vinh    | Chuyển công tác   | 9 tháng 4, 2001  |                 | Nguyễn Đạt Hùng     | 9 tháng 4, 2001  |
| Khánh Hòa                     | Alfred Riedl       | Từ chức           | 17 tháng 4, 2001 |                 | Nguyễn Hồng Quang   | 18 tháng 4, 2001 |

### Cầu thủ nước ngoài
Thể Công và Công an Hà Nội là 2 đội bóng không sử dụng cầu thủ nước ngoài cho mùa giải này. In đậm cho biết tên cầu thủ được đăng ký chuyển nhượng giữa mùa.
| Đội bóng                      | Cầu thủ 1        | Cầu thủ 2         | Cầu thủ 3             | Cầu thủ 4             | Cầu thủ 5   |
| ----------------------------- | ---------------- | ----------------- | --------------------- | --------------------- | ----------- |
| Cảng Sài Gòn                  | Cisse Yousouf    | Musa Aliu         | Amadi Wenenda         |                       |             |
| Công an Hải Phòng             | Vafin K Dolley   | Ronald Martins    | Wesley Gomes Ferreira | Leandro Fernache Rios |             |
| Công an Thành phố Hồ Chí Minh | David Serene     | Frederic Rault    | He Zhi Qiang          | Yu Xiang              | Zhao Shuang |
| Đồng Tháp                     | Anderson Doreis  | Gilberto Costa    | Sam Dee               | Kyobe Livingstone     |             |
| Khánh Hòa                     | Jung Min Hwang   | Nam Chul Choi     | Sul Ik Chan           |                       |             |
| Nam Định                      | Serguei Litvinov | Serguei Tchursine | Leonid Panteleimonov  |                       |             |
| Sông Lam Nghệ An              | Enock Kyembe     | Iddi Batambuze    | Seidu Saleman Arnas   |                       |             |
| Thừa Thiên Huế                | Douglas Santos   | Babou Noibi       | Serge Okala           |                       |             |

## Bảng xếp hạng
| VT | Đội                           | ST | T  | H | B  | BT | BB | HS  | Đ  | Giành quyền tham dự hoặc xuống hạng |
| -- | ----------------------------- | -- | -- | - | -- | -- | -- | --- | -- | ----------------------------------- |
| 1  | Sông Lam Nghệ An (C)          | 18 | 11 | 3 | 4  | 30 | 15 | +15 | 36 | Cúp C1 châu Á 2001–02               |
| 2  | Nam Định                      | 18 | 11 | 1 | 6  | 22 | 17 | +5  | 34 |                                     |
| 3  | Thể Công                      | 18 | 8  | 5 | 5  | 19 | 16 | +3  | 29 |                                     |
| 4  | Cảng Sài Gòn                  | 18 | 7  | 6 | 5  | 29 | 21 | +8  | 27 |                                     |
| 5  | Công an Thành phố Hồ Chí Minh | 18 | 8  | 2 | 8  | 26 | 23 | +3  | 26 | Cúp C2 châu Á 2001–02               |
| 6  | Công an Hải Phòng             | 18 | 8  | 1 | 9  | 28 | 30 | −2  | 25 |                                     |
| 7  | Công an Hà Nội                | 18 | 6  | 6 | 6  | 22 | 19 | +3  | 23 |                                     |
| 8  | Thừa Thiên Huế                | 18 | 6  | 5 | 7  | 16 | 21 | −5  | 23 |                                     |
| 9  | Đồng Tháp (R)                 | 18 | 4  | 7 | 7  | 23 | 32 | −9  | 19 | Xuống hạng Nhất Quốc gia 2001–02    |
| 10 | Khánh Hòa (R)                 | 18 | 1  | 4 | 13 | 15 | 36 | −21 | 7  | Xuống hạng Nhất Quốc gia 2001–02    |

1. ↑  Công an Hà Nội bị trừ 1 điểm do có biểu hiện thi đấu tiêu cực trong trận gặp Thừa Thiên Huế ngày 22 tháng 3.[14]

## Lịch thi đấu và kết quả

### Lịch thi đấu

#### Vòng 1
| 3 tháng 12 năm 2000 | Công an Hà Nội                   | 2–0      | Công an Hải Phòng | Đống Đa, Hà Nội                            |  |
|                     | Thanh Tùng A 37' · Minh Hiếu 83' | Chi tiết |                   | Sân vận động: Hà Nội Lượng khán giả: 8.000 |  |

| 3 tháng 12 năm 2000 | Đồng Tháp                            | 2–3      | Nam Định                            | Cao Lãnh, Đồng Tháp    |  |
|                     | Văn Hùng 31' (ph.đ.) · Duy Quang 78' | Chi tiết | Trung Kiên 8' · Lương Phúc 19', 23' | Sân vận động: Cao Lãnh |  |

| 3 tháng 12 năm 2000 | Sông Lam Nghệ An                       | 3–1      | Cảng Sài Gòn | Vinh, Nghệ An                        |  |
|                     | Phi Hùng 12' · Sỹ Thủy 65' · Enock 85' | Chi tiết | Văn Lợi      | Sân vận động: Vinh Trọng tài: 20.000 |  |

| 3 tháng 12 năm 2000 | Công an Thành phố Hồ Chí Minh | 1–0      | Thừa Thiên Huế | Quận 10, Thành phố Hồ Chí Minh                  |  |
|                     | Huỳnh Đức 53'                 | Chi tiết |                | Sân vận động: Thống Nhất Lượng khán giả: 15.000 |  |

| 3 tháng 12 năm 2000 | Khánh Hòa | 0–1      | Thể Công     | Nha Trang, Khánh Hòa    |  |
|                     |           | Chi tiết | Quang Hà 64' | Sân vận động: Nha Trang |  |

#### Vòng 2
| 10 tháng 12 năm 2000 | Công an Hải Phòng                 | 3–2      | Khánh Hòa                     | Nha Trang, Khánh Hòa                           |  |
|                      | Quang Hợp 3' · Đức Cường 55', 75' | Chi tiết | Mộng Huỳnh 21' · Đặng Đạo 29' | Sân vận động: Nha Trang Lượng khán giả: 16.000 |  |

| 10 tháng 12 năm 2000 | Công an Thành phố Hồ Chí Minh | 1–1      | Công an Hà Nội   | Quận 10, Thành phố Hồ Chí Minh                       |  |
|                      | Serene 76' · Sỹ Thành         | Chi tiết | Thanh Tùng A 31' | Sân vận động: Thống Nhất Trọng tài: Nguyễn Hữu Thành |  |

| 10 tháng 12 năm 2000 | Đồng Tháp                   | 2–1      | Sông Lam Nghệ An | Cao Lãnh, Đồng Tháp                          |  |
|                      | Trung Vĩnh 27' (ph.đ.), 87' | Chi tiết | Quang Trường 57' | Sân vận động: Cao Lãnh Lượng khán giả: 7.000 |  |

| 10 tháng 12 năm 2000 | Thể Công     | 1–0      | Nam Định | Đống Đa, Hà Nội      |  |
| 15:00                | Quang Hà 37' | Chi tiết |          | Sân vận động: Hà Nội |  |

| 10 tháng 12 năm 2000 | Thừa Thiên Huế | 0–0      | Cảng Sài Gòn | Huế, Thừa Thiên Huế                        |  |
|                      |                | Chi tiết |              | Sân vận động: Tự Do Lượng khán giả: 20.000 |  |

#### Vòng 3
| 17 tháng 12 năm 2000 | Công an Hải Phòng                           | 2–0      | Công an Thành phố Hồ Chí Minh | Ngô Quyền, Hải Phòng                               |  |
| 15:00                | Vafin K Dolley 22' · Văn Dũng 59' · Văn Hòa | Chi tiết |                               | Sân vận động: Lạch Tray Trọng tài: Trần Khánh Hưng |  |

| 17 tháng 12 năm 2000 | Cảng Sài Gòn  | 1–1      | Công an Hà Nội | Quận 10, Thành phố Hồ Chí Minh                  |  |
| 17:00                | Thanh Sơn 86' | Chi tiết | Bật Hưng       | Sân vận động: Thống Nhất Trọng tài: Hồ Huy Hồng |  |

| 17 tháng 12 năm 2000 | Thể Công       | 1–1      | Sông Lam Nghệ An         | Đống Đa, Hà Nội                             |  |
| 15:00                | Công Tuyền 39' | Chi tiết | Enock 34' · Phi Hùng 83' | Sân vận động: Hà Nội Lượng khán giả: 15.000 |  |

| 17 tháng 12 năm 2000 | Nam Định                                   | 3–1      | Khánh Hòa    | Thành phố Nam Định, Nam Định                   |  |
| 15:00                | Lương Phúc 15' · Thế Hiếu 22' · Văn Sỹ 74' | Chi tiết | Đặng Đạo 80' | Sân vận động: Chùa Cuối Lượng khán giả: 12.000 |  |

| 17 tháng 12 năm 2000 | Thừa Thiên Huế | 1–1      | Đồng Tháp    | Huế, Thừa Thiên Huế |  |
| 15:00                | Đức Dũng 54'   | Chi tiết | Văn Hùng 89' | Sân vận động: Tự Do |  |

#### Vòng 4
| 24 tháng 12 năm 2000 | Công an Hà Nội                       | 2–1      | Đồng Tháp     | Đống Đa, Hà Nội      |  |
| 17:00                | Trung Phong 51' · Thanh Tùng A 90+1' | Chi tiết | Duy Quang 58' | Sân vận động: Hà Nội |  |

| 24 tháng 12 năm 2000 | Cảng Sài Gòn               | 2–0      | Công an Hải Phòng | Quận 10, Thành phố Hồ Chí Minh |  |
| 17:00                | Hồng Sơn 36' · Văn Lợi 72' | Chi tiết |                   | Sân vận động: Thống Nhất       |  |

| 24 tháng 12 năm 2000 | Sông Lam Nghệ An | 1–0      | Nam Định | Vinh, Nghệ An                             |  |
| 15:00                | Iddi 14'         | Chi tiết |          | Sân vận động: Vinh Lượng khán giả: 15.000 |  |

| 24 tháng 12 năm 2000 | Thừa Thiên Huế                 | 1–1      | Thể Công                       | Huế, Thừa Thiên Huế |  |
| 15:00                | Văn Hiền A 57' · Quang Phú 87' | Chi tiết | Minh Tuấn 50' · Quốc Trung 87' | Sân vận động: Tự Do |  |

| 24 tháng 12 năm 2000 | Khánh Hòa | 0–1      | Công an Thành phố Hồ Chí Minh | Nha Trang, Khánh Hòa                          |  |
| 15:00                |           | Chi tiết | Thanh Phương 57'              | Sân vận động: Nha Trang Lượng khán giả: 8.000 |  |

#### Vòng 5
| 31 tháng 12 năm 2000 | Công an Hà Nội | 0–0      | Thể Công | Đống Đa, Hà Nội                              |  |
| 17:00                |                | Chi tiết |          | Sân vận động: Hà Nội Trọng tài: Phạm Hữu Lộc |  |

| 31 tháng 12 năm 2000 | Công an Thành phố Hồ Chí Minh | 0–2      | Cảng Sài Gòn                            | Quận 10, Thành phố Hồ Chí Minh |  |
| 17:00                |                               | Chi tiết | Ngọc Thanh 19' · Trung Tuấn 87' (ph.đ.) | Sân vận động: Thống Nhất       |  |

| 31 tháng 12 năm 2000 | Đồng Tháp                                  | 2–2      | Công an Hải Phòng                    | Cao Lãnh, Đồng Tháp    |  |
| 15:00                | Sam Dee 14' · Công Minh 27' · Văn Hùng 31' | Chi tiết | Đức Cường 32' (ph.đ.) · Văn Dũng 81' | Sân vận động: Cao Lãnh |  |

| 31 tháng 12 năm 2000 | Nam Định      | 1–0      | Thừa Thiên Huế | Thành phố Nam Định, Nam Định                                         |  |
| 15:00                | Duy Hoàng 59' | Chi tiết |                | Sân vận động: Chùa Cuối Lượng khán giả: 3.000 Trọng tài: Hồ Huy Hồng |  |

| 31 tháng 12 năm 2000 | Khánh Hòa | 0–2      | Sông Lam Nghệ An             | Nha Trang, Khánh Hòa    |  |
| 15:00                |           | Chi tiết | Quang Trường 26' · Enock 63' | Sân vận động: Nha Trang |  |

#### Vòng 6
| 4 tháng 3 năm 2001 | Công an Hà Nội                  | 2–0      | Nam Định | Đống Đa, Hà Nội      |  |
| 17:00              | Trung Phong 67' · Minh Hiếu 80' | Chi tiết |          | Sân vận động: Hà Nội |  |

| 4 tháng 3 năm 2001 | Công an Hải Phòng             | 2–0      | Thể Công | Ngô Quyền, Hải Phòng                             |  |
| 15:00              | Đức Cường 10' · Katsigazi 54' | Chi tiết |          | Sân vận động: Lạch Tray Trọng tài: Lương Thế Tài |  |

| 4 tháng 3 năm 2001 | Sông Lam Nghệ An     | 1–0      | Thừa Thiên Huế | Vinh, Nghệ An      |  |
| 15:00              | Phi Hùng 75' (ph.đ.) | Chi tiết | Quốc Huy 90'   | Sân vận động: Vinh |  |

| 4 tháng 3 năm 2001 | Khánh Hòa       | 1–1      | Cảng Sài Gòn         | Nha Trang, Khánh Hòa    |  |
| 15:00              | Sul Ik Chan 11' | Chi tiết | Quan Huy 71' (ph.đ.) | Sân vận động: Nha Trang |  |

| 4 tháng 3 năm 2001 | Công an Thành phố Hồ Chí Minh                                 | 4–0      | Đồng Tháp | Quận 10, Thành phố Hồ Chí Minh                                           |  |
| 17:00              | Ngọc Thọ 45' · Sỹ Thành 50' · Liêm Thanh 65' · Việt Thắng 84' | Chi tiết |           | Sân vận động: Thống Nhất Lượng khán giả: 13.000 Trọng tài: Đặng Thanh Hạ |  |

#### Vòng 7
| 18 tháng 3 năm 2001 | Nam Định                            | 2–0      | Công an Hải Phòng | Thành phố Nam Định, Nam Định                  |  |
| 15:00               | Hồng Phú 43' (ph.đ.) · Văn Sỹ 90+3' | Chi tiết |                   | Sân vận động: Chùa Cuối Trọng tài: Lê Quốc Ân |  |

| 18 tháng 3 năm 2001 | Cảng Sài Gòn     | 1–1      | Đồng Tháp    | Quận 10, Thành phố Hồ Chí Minh |  |
| 17:00               | Nguyễn Quang 12' | Chi tiết | Anderson 52' | Sân vận động: Thống Nhất       |  |

| 18 tháng 3 năm 2001 | Thể Công         | 1–0      | Công an Thành phố Hồ Chí Minh | Đống Đa, Hà Nội                                                     |  |
| 15:00               | Thanh Phương 47' | Chi tiết | Huỳnh Đức 59'                 | Sân vận động: Hà Nội Lượng khán giả: 16.000 Trọng tài: Phạm Hữu Lộc |  |

| 18 tháng 3 năm 2001 | Sông Lam Nghệ An | 2–0      | Công an Hà Nội | Vinh, Nghệ An                                                    |  |
| 15:00               | Iddi 38', 78'    | Chi tiết |                | Sân vận động: Vinh Lượng khán giả: 25.000 Trọng tài: Võ Minh Trí |  |

| 18 tháng 3 năm 2001 | Thừa Thiên Huế | 1–0      | Khánh Hòa | Huế, Thừa Thiên Huế                            |  |
| 15:00               | Mậu Trí 29'    | Chi tiết |           | Sân vận động: Tự Do Trọng tài: Trần Khánh Hưng |  |

#### Vòng 8
| 22 tháng 3 năm 2001 | Thừa Thiên Huế                        | 2–0      | Công an Hà Nội | Huế, Thừa Thiên Huế                                               |  |
| 15:00               | Quốc Huy 17' (ph.đ.) · Văn Hiền A 28' | Chi tiết |                | Sân vận động: Tự Do Lượng khán giả: 10.000 Trọng tài: Bùi Như Đức |  |

| 22 tháng 3 năm 2001 | Thể Công                     | 2–1      | Cảng Sài Gòn         | Đống Đa, Hà Nội                                                        |  |
| 15:00               | Việt Hoàng 3' · Hồng Sơn 43' | Chi tiết | Quan Huy 73' (ph.đ.) | Sân vận động: Hà Nội Lượng khán giả: 7.000 Trọng tài: Nguyễn Hữu Thành |  |

| 22 tháng 3 năm 2001 | Công an Thành phố Hồ Chí Minh | 0–1      | Nam Định       | Quận 10, Thành phố Hồ Chí Minh                                          |  |
| 17:00               | Trí Cường 67'                 | Chi tiết | Kiên Cường 63' | Sân vận động: Thống Nhất Lượng khán giả: 3.000 Trọng tài: Phạm Phú Hùng |  |

| 22 tháng 3 năm 2001 | Sông Lam Nghệ An                    | 3–1      | Công an Hải Phòng | Vinh, Nghệ An                                                      |  |
| 15:00               | Sỹ Thủy 21', 45' · Quang Trường 90' | Chi tiết | Tiến Dũng 63'     | Sân vận động: Vinh Lượng khán giả: 10.000 Trọng tài: Lương Thế Tài |  |

| 22 tháng 3 năm 2001 | Khánh Hòa           | 1–1      | Đồng Tháp              | Nha Trang, Khánh Hòa                           |  |
| 15:00               | Gilberto 29' (l.n.) | Chi tiết | Trung Vĩnh 22' (ph.đ.) | Sân vận động: Nha Trang Trọng tài: Võ Minh Trí |  |

#### Vòng 9
| 25 tháng 3 năm 2001 | Công an Hà Nội                 | 1–1      | Khánh Hòa    | Đống Đa, Hà Nội                                                     |  |
| 17:00               | Xuân Thanh 72' · Thanh Sơn 76' | Chi tiết | Đặng Đạo 61' | Sân vận động: Hà Nội Lượng khán giả: 4.000 Trọng tài: Lương Thế Tài |  |

| 25 tháng 3 năm 2001 | Công an Hải Phòng                                                       | 4–1      | Thừa Thiên Huế | Vinh, Nghệ An                              |  |
| 15:00               | Thành Thắng 16' · Đức Cường 25' (ph.đ.) · Ngọc Quang 27' · Đức Mạnh 88' | Chi tiết | Văn Hiền B 59' | Sân vận động: Vinh Trọng tài: Phạm Hữu Lộc |  |

| 25 tháng 3 năm 2001 | Nam Định               | 1–2      | Cảng Sài Gòn               | Thành phố Nam Định, Nam Định                                              |  |
| 15:00               | Trung Kiên 45' (ph.đ.) | Chi tiết | Quan Huy 3' · Hồng Sơn 63' | Sân vận động: Chùa Cuối Lượng khán giả: 7.000 Trọng tài: Nguyễn Hữu Thành |  |

| 25 tháng 3 năm 2001 | Đồng Tháp | 0–0      | Thể Công | Cao Lãnh, Đồng Tháp                                                    |  |
| 15:00               |           | Chi tiết |          | Sân vận động: Cao Lãnh Lượng khán giả: 10.000 Trọng tài: Phạm Phú Hùng |  |

| 25 tháng 3 năm 2001 | Công an Thành phố Hồ Chí Minh | 0–1      | Sông Lam Nghệ An  | Quận 10, Thành phố Hồ Chí Minh                   |  |
| 15:00               |                               | Chi tiết | Enock 24' (ph.đ.) | Sân vận động: Thống Nhất Trọng tài: Bùi Huy Tùng |  |

#### Vòng 10
| 1 tháng 4 năm 2001 | Công an Hải Phòng | 1–3      | Công an Hà Nội                                | Ngô Quyền, Hải Phòng                                                  |  |
| 15:00              | Thành Thắng 1'    | Chi tiết | Minh Hiếu 60' (ph.đ.), 90+3' · Tuấn Thành 80' | Sân vận động: Lạch Tray Lượng khán giả: 10.000 Trọng tài: Hồ Huy Hồng |  |

| 1 tháng 4 năm 2001 | Nam Định                           | 3–1      | Đồng Tháp   | Thành phố Nam Định, Nam Định                  |  |
| 15:00              | Lương Phúc 14', 56' · Litvinov 87' | Chi tiết | Sam Dee 21' | Sân vận động: Chùa Cuối Lượng khán giả: 6.000 |  |

| 1 tháng 4 năm 2001 | Cảng Sài Gòn               | 2–1      | Sông Lam Nghệ An | Quận 10, Thành phố Hồ Chí Minh                                              |  |
| 17:00              | Văn Lợi 58' · Hồng Sơn 64' | Chi tiết | Thanh Thưởng 7'  | Sân vận động: Thống Nhất Lượng khán giả: 16.000 Trọng tài: Nguyễn Hữu Thành |  |

| 1 tháng 4 năm 2001 | Thừa Thiên Huế                                       | 4–3      | Công an Thành phố Hồ Chí Minh                  | Huế, Thừa Thiên Huế                                                |  |
| 15:00              | Văn Hiền A 5', 18' · Công Thịnh 81' · Mạnh Cường 84' | Chi tiết | Hoàng Hùng 36' · Liêm Thanh 63' · Yu Xiang 65' | Sân vận động: Tự Do Lượng khán giả: 15.000 Trọng tài: Phạm Hữu Lộc |  |

| 1 tháng 4 năm 2001 | Thể Công       | 1–1      | Khánh Hòa    | Đống Đa, Hà Nội                                |  |
| 17:00              | Việt Hoàng 45' | Chi tiết | Đặng Đạo 64' | Sân vận động: Hà Nội Trọng tài: Dương Văn Hiền |  |

#### Vòng 11
| 8 tháng 4 năm 2001 | Khánh Hòa        | 2–0      | Công an Hải Phòng | Nha Trang, Khánh Hòa                                 |  |
| 15:00              | Đặng Đạo 6', 41' | Chi tiết |                   | Sân vận động: Nha Trang Trọng tài: Nguyễn Đình Nghĩa |  |

| 8 tháng 4 năm 2001 | Công an Hà Nội | 0–3      | Công an Thành phố Hồ Chí Minh        | Đống Đa, Hà Nội                                  |  |
| 17:00              | Văn Thuận 75'  | Chi tiết | Thành Thông 75', 85' · Huỳnh Đức 90' | Sân vận động: Hà Nội Trọng tài: Nguyễn Hữu Thành |  |

| 8 tháng 4 năm 2001 | Sông Lam Nghệ An | 1–1      | Đồng Tháp      | Vinh, Nghệ An                                                       |  |
| 15:00              | Mai Giang 83'    | Chi tiết | Trung Vĩnh 73' | Sân vận động: Vinh Lượng khán giả: 14.000 Trọng tài: Dương Văn Hiền |  |

| 8 tháng 4 năm 2001 | Nam Định      | 1–0      | Thể Công | Thành phố Nam Định, Nam Định                     |  |
| 15:00              | Lương Phúc 8' | Chi tiết |          | Sân vận động: Chùa Cuối Trọng tài: Lương Thế Tài |  |

| 8 tháng 4 năm 2001 | Cảng Sài Gòn | 1–1      | Thừa Thiên Huế | Quận 10, Thành phố Hồ Chí Minh                                            |  |
| 17:00              | Văn Lợi 52'  | Chi tiết | Mạnh Cường 81' | Sân vận động: Thống Nhất Lượng khán giả: 15.000 Trọng tài: Lâm Thanh Bình |  |

#### Vòng 12
| 15 tháng 4 năm 2001 | Công an Thành phố Hồ Chí Minh                                           | 3–1      | Công an Hải Phòng | Quận 10, Thành phố Hồ Chí Minh                        |  |
|                     | Huỳnh Đức 47' · Thanh Phương 78' · Sỹ Thành 90+1' · Zhao Shuang 56' 88' | Chi tiết | Đức Cường 65'     | Sân vận động: Thống Nhất Trọng tài: Nguyễn Đình Nghĩa |  |

| 15 tháng 4 năm 2001 | Công an Hà Nội | 0–0      | Cảng Sài Gòn | Đống Đa, Hà Nội                                                    |  |
|                     |                | Chi tiết |              | Sân vận động: Hà Nội Lượng khán giả: 4.000 Trọng tài: Bùi Huy Tùng |  |

| 15 tháng 4 năm 2001 | Sông Lam Nghệ An     | 2–0      | Thể Công | Vinh, Nghệ An                             |  |
|                     | Kyembe 8' · Iddi 43' | Chi tiết |          | Sân vận động: Vinh Trọng tài: Võ Minh Trí |  |

| 15 tháng 4 năm 2001 | Khánh Hòa                     | 0–2      | Nam Định | Nha Trang, Khánh Hòa                            |  |
|                     | Thế Hiếu 56' · Kiên Cường 77' | Chi tiết |          | Sân vận động: Nha Trang Trọng tài: Phạm Hữu Lộc |  |

| 15 tháng 4 năm 2001 | Đồng Tháp | 1–0      | Thừa Thiên Huế | Cao Lãnh, Đồng Tháp                             |  |
|                     | Costa 47' | Chi tiết |                | Sân vận động: Cao Lãnh Trọng tài: Lương Thế Tài |  |

#### Vòng 13
| 22 tháng 4 năm 2001 | Đồng Tháp                                | 3–2      | Công an Hà Nội | Cao Lãnh, Đồng Tháp                           |  |
|                     | Duy Quang · Trung Vĩnh 54' · Sam Dee 81' | Chi tiết |                | Sân vận động: Cao Lãnh Trọng tài: Võ Minh Trí |  |

| 22 tháng 4 năm 2001 | Công an Hải Phòng | 3–1      | Cảng Sài Gòn | Ngô Quyền, Hải Phòng                                |  |
|                     |                   | Chi tiết | Yousouf 90'  | Sân vận động: Lạch Tray Trọng tài: Nguyễn Hữu Thành |  |

| 22 tháng 4 năm 2001 | Nam Định       | 1–0      | Sông Lam Nghệ An | Thành phố Nam Định, Nam Định                                           |  |
| 15:00               | Lương Phúc 65' | Chi tiết |                  | Sân vận động: Chùa Cuối Lượng khán giả: 8.000 Trọng tài: Lê Thanh Bình |  |

| 22 tháng 4 năm 2001 | Thể Công | 0–1      | Thừa Thiên Huế               | Đống Đa, Hà Nội                                                  |  |
|                     |          | Chi tiết | Quyết Thắng 59' · Mạnh Cường | Sân vận động: Hà Nội Lượng khán giả: 6.000 Trọng tài: Lê Quốc Ân |  |

| 22 tháng 4 năm 2001 | Công an Thành phố Hồ Chí Minh             | 3–2      | Khánh Hòa | Quận 10, Thành phố Hồ Chí Minh                   |  |
|                     | Yu Xiang 7' · Hoàng Hùng 14' · Serene 62' | Chi tiết | Đặng Đạo  | Sân vận động: Thống Nhất Trọng tài: Phạm Hữu Lộc |  |

#### Vòng 14
| 29 tháng 4 năm 2001 | Thể Công                     | 2–1      | Công an Hà Nội | Đống Đa, Hà Nội                               |  |
|                     | Hồng Sơn 48' · Hoàng Anh 67' | Chi tiết | Thanh Sơn 29'  | Sân vận động: Hà Nội Trọng tài: Lương Thế Tài |  |

| 29 tháng 4 năm 2001 | Cảng Sài Gòn        | 1–2      | Công an Thành phố Hồ Chí Minh | Quận 10, Thành phố Hồ Chí Minh                        |  |
|                     | Ngọc Mẫn 45' (l.n.) | Chi tiết | Sỹ Thành 62' · Serene 74'     | Sân vận động: Thống Nhất Trọng tài: Nguyễn Đình Nghĩa |  |

| 29 tháng 4 năm 2001 | Công an Hải Phòng                                                     | 4–1      | Đồng Tháp      | Ngô Quyền, Hải Phòng                                                    |  |
|                     | Đức Mạnh 34' (ph.đ.) · Xuân Thành 45' · Đức Cường 60' · Katsigazi 88' | Chi tiết | Trung Vĩnh 58' | Sân vận động: Lạch Tray Lượng khán giả: 10.000 Trọng tài: Lê Thanh Bình |  |

| 29 tháng 4 năm 2001 | Thừa Thiên Huế | 0–0 | Nam Định | Huế, Thừa Thiên Huế |
|                     |                |     |          | Sân vận động: Tự Do |

| 29 tháng 4 năm 2001 | Sông Lam Nghệ An                                              | 4–0      | Khánh Hòa | Vinh, Nghệ An                                |  |
|                     | Phi Hùng 19' · Iddi 27' · Thanh Thưởng 58' · Quang Trường 82' | Chi tiết |           | Sân vận động: Vinh Trọng tài: Phạm Chu Thiện |  |

#### Vòng 15
| 6 tháng 5 năm 2001 | Đồng Tháp | 0–0      | Công an Thành phố Hồ Chí Minh | Cao Lãnh, Đồng Tháp                            |  |
|                    |           | Chi tiết |                               | Sân vận động: Cao Lãnh Trọng tài: Bùi Huy Tùng |  |

| 6 tháng 5 năm 2001 | Thể Công                                                     | 3–0      | Công an Hải Phòng | Đống Đa, Hà Nội                                                     |  |
|                    | Quang Hà 33' · Phương Nam 51' (ph.đ.) · Hồng Sơn 90' (ph.đ.) | Chi tiết |                   | Sân vận động: Hà Nội Lượng khán giả: 5.000 Trọng tài: Lê Thanh Bình |  |

| 6 tháng 5 năm 2001 | Nam Định     | 1–0      | Công an Hà Nội | Thành phố Nam Định, Nam Định                                          |  |
|                    | Litvinov 31' | Chi tiết |                | Sân vận động: Chùa Cuối Lượng khán giả: 6.000 Trọng tài: Phạm Hữu Lộc |  |

| 6 tháng 5 năm 2001 | Thừa Thiên Huế      | 2–1      | Sông Lam Nghệ An | Huế, Thừa Thiên Huế                        |  |
|                    | Quang Sang 60', 85' | Chi tiết | Thanh Thưởng 79' | Sân vận động: Tự Do Trọng tài: Võ Minh Trí |  |

| 6 tháng 5 năm 2001 | Cảng Sài Gòn                                    | 3–0      | Khánh Hòa | Quận 10, Thành phố Hồ Chí Minh                 |  |
|                    | Quan Huy 53' (ph.đ.), 64' (ph.đ.) · Văn Lợi 79' | Chi tiết |           | Sân vận động: Thống Nhất Trọng tài: Lê Quốc Ân |  |

#### Vòng 16
| 13 tháng 5 năm 2001 | Công an Hải Phòng                    | 2–1      | Nam Định     | Ngô Quyền, Hải Phòng                             |  |
|                     | Đức Mạnh 52' · Tchoursine 65' (l.n.) | Chi tiết | Thế Hiếu 23' | Sân vận động: Lạch Tray Trọng tài: Phạm Phú Hùng |  |

| 13 tháng 5 năm 2001 | Đồng Tháp                      | 2–3      | Cảng Sài Gòn                      | Cao Lãnh, Đồng Tháp                            |  |
|                     | Minh Nghĩa 53' · Hoàng Sơn 84' | Chi tiết | Hồng Sơn 45+1', 67' · Văn Lợi 66' | Sân vận động: Cao Lãnh Trọng tài: Bùi Huy Tùng |  |

| 13 tháng 5 năm 2001 | Công an Thành phố Hồ Chí Minh | 2–1      | Thể Công     | Quận 10, Thành phố Hồ Chí Minh                        |  |
|                     | Serene 55' · Huỳnh Đức 78'    | Chi tiết | Hồng Sơn 40' | Sân vận động: Thống Nhất Trọng tài: Nguyễn Đình Nghĩa |  |

| 13 tháng 5 năm 2001 | Công an Hà Nội | 0–0      | Sông Lam Nghệ An | Đống Đa, Hà Nội                                                      |  |
|                     |                | Chi tiết |                  | Sân vận động: Hà Nội Lượng khán giả: 10.000 Trọng tài: Lê Thanh Bình |  |

| 13 tháng 5 năm 2001 | Khánh Hòa    | 1–2      | Thừa Thiên Huế                  | Nha Trang, Khánh Hòa                           |  |
|                     | Đặng Đạo 85' | Chi tiết | Mạnh Cường 21' · Quang Sang 88' | Sân vận động: Nha Trang Trọng tài: Võ Minh Trí |  |

#### Vòng 17
| 20 tháng 5 năm 2001 | Công an Hà Nội                                          | 3–0                 | Thừa Thiên Huế | Đống Đa, Hà Nội                            |  |
|                     | Minh Hiếu 4' (ph.đ.) · Thanh Tùng 34' · Trung Phong 88' | Chi tiết Chi tiết 2 |                | Sân vận động: Hà Nội Lượng khán giả: 2.000 |  |

| 20 tháng 5 năm 2001 | Cảng Sài Gòn               | 2–3      | Thể Công                                       | Quận 10, Thành phố Hồ Chí Minh                        |  |
|                     | Hồng Sơn 41' · Văn Lợi 60' | Chi tiết | Bảo Khanh 34' · Phương Nam 46' · Thanh Hải 61' | Sân vận động: Thống Nhất Trọng tài: Nguyễn Đình Nghĩa |  |

| 20 tháng 5 năm 2001 | Nam Định                        | 2–0      | Công an Thành phố Hồ Chí Minh | Thành phố Nam Định, Nam Định                     |  |
|                     | Trung Kiên 60' · Kiên Cường 88' | Chi tiết |                               | Sân vận động: Chùa Cuối Trọng tài: Lê Thanh Bình |  |

| 20 tháng 5 năm 2001 | Công an Hải Phòng | 1–2      | Sông Lam Nghệ An            | Ngô Quyền, Hải Phòng                                |  |
|                     | Đức Cường 56'     | Chi tiết | Quốc Cường 69' · Kyembe 87' | Sân vận động: Lạch Tray Trọng tài: Nguyễn Hữu Thành |  |

| 20 tháng 5 năm 2001 | Đồng Tháp                | 3–2      | Khánh Hòa        | Cao Lãnh, Đồng Tháp                          |  |
|                     | Minh Nghĩa 37', 44', 57' | Chi tiết | Đặng Đạo 5', 90' | Sân vận động: Cao Lãnh Lượng khán giả: 1.000 |  |

#### Vòng 18
| 27 tháng 5 năm 2001 | Khánh Hòa       | 1–4      | Công an Hà Nội                                              | Nha Trang, Khánh Hòa                                                  |  |
|                     | Sul Ik Chan 85' | Chi tiết | Tuấn Thành 4' · Minh Hiếu 24' · Thanh Sơn 51' · Mạnh Hà 72' | Sân vận động: Nha Trang Lượng khán giả: 2.000 Trọng tài: Bùi Huy Tùng |  |

| 27 tháng 5 năm 2001 | Thừa Thiên Huế | 0–2      | Công an Hải Phòng             | Huế, Thừa Thiên Huế                       |  |
|                     |                | Chi tiết | Katsigazi 79' · Đức Cường 89' | Sân vận động: Tự Do Lượng khán giả: 5.000 |  |

| 27 tháng 5 năm 2001 | Cảng Sài Gòn                                          | 5–0      | Nam Định | Quận 10, Thành phố Hồ Chí Minh                                           |  |
|                     | Hồng Sơn 13', 59', 70' · Ngọc Thanh 16' · Văn Lợi 79' | Chi tiết |          | Sân vận động: Thống Nhất Lượng khán giả: 10.000 Trọng tài: Lê Thanh Bình |  |

| 27 tháng 5 năm 2001 | Thể Công                                  | 2–1      | Đồng Tháp      | Đống Đa, Hà Nội                                                         |  |
|                     | Quốc Trung 78' (ph.đ.) · Phương Nam 90+3' | Chi tiết | Minh Nghĩa 25' | Sân vận động: Hà Nội Lượng khán giả: 5.000 Trọng tài: Nguyễn Đình Nghĩa |  |

| 27 tháng 5 năm 2001 | Sông Lam Nghệ An                                           | 4–3      | Công an Thành phố Hồ Chí Minh                   | Vinh, Nghệ An                                                         |  |
|                     | Sỹ Thủy 8' · Phi Hùng 48' · Xuân Lý 56' · Thanh Thưởng 71' | Chi tiết | Hoàng Hùng 17' · Thành Thông 25' · Hồng Hải 81' | Sân vận động: Vinh Lượng khán giả: 18.000 Trọng tài: Nguyễn Hữu Thành |  |

### Tiến trình mùa giải
| Đội ╲ Vòng                    | 1 | 2 | 3 | 4 | 5 | 6 | 7 | 8 | 9 | 10 | 11 | 12 | 13 | 14 | 15 | 16 | 17 | 18 |
| ----------------------------- | - | - | - | - | - | - | - | - | - | -- | -- | -- | -- | -- | -- | -- | -- | -- |
| Cảng Sài Gòn                  | B | H | H | T | T | H | H | B | T | T  | H  | H  | B  | B  | T  | T  | B  | T  |
| Công an Hải Phòng             | B | T | T | B | H | T | B | B | T | B  | B  | B  | T  | T  | B  | T  | B  | T  |
| Công an Hà Nội                | T | H | H | T | H | T | B | B | H | T  | B  | H  | B  | B  | B  | H  | T  | T  |
| Công an Thành phố Hồ Chí Minh | T | H | B | T | B | T | B | B | B | B  | T  | T  | T  | T  | H  | T  | B  | B  |
| Đồng Tháp                     | B | T | H | B | H | B | H | H | H | B  | H  | T  | T  | B  | H  | B  | T  | B  |
| Khánh Hòa                     | B | B | B | B | B | H | B | H | H | H  | T  | B  | B  | B  | B  | B  | B  | B  |
| Nam Định                      | T | B | T | B | T | B | T | T | B | T  | T  | T  | T  | H  | T  | B  | T  | B  |
| Sông Lam Nghệ An              | T | B | H | T | T | T | T | T | T | B  | H  | T  | B  | T  | B  | H  | T  | T  |
| Thể Công                      | T | T | H | H | H | B | T | T | H | H  | B  | B  | B  | T  | T  | B  | T  | T  |
| Thừa Thiên Huế                | B | H | H | H | B | B | T | T | B | T  | H  | B  | T  | H  | T  | T  | B  | B  |

### Vị trí các đội qua các vòng đấu
| Đội ╲ Vòng                    | 1            | 2  | 3  | 4  | 5  | 6 | 7 | 8 | 9  | 10 | 11 | 12 | 13 | 14 | 15 | 16 | 17 | 18 |   |
| ----------------------------- | ------------ | -- | -- | -- | -- | - | - | - | -- | -- | -- | -- | -- | -- | -- | -- | -- | -- | - |
| Đội ╲ Vòng                    | Cảng Sài Gòn | 9  | 9  | 9  | 7  | 5 |   |   |    | 4  | 4  | 4  | 3  | 4  |    | 5  | 4  | 5  | 4 |
| Công an Hải Phòng             | 10           | 7  | 3  | 6  | 6  |   |   |   | 6  | 6  | 6  | 7  | 7  |    | 7  | 7  | 7  | 6  |   |
| Công an Hà Nội                | 2            | 2  | 4  | 1  | 2  | 2 |   |   | 5  | 5  | 5  | 6  | 6  |    | 8  | 8  | 8  | 7  |   |
| Công an Thành phố Hồ Chí Minh | 5            | 3  | 7  | 4  | 7  | 3 |   |   | 7  | 8  | 7  | 5  | 3  |    | 4  | 3  | 4  | 5  |   |
| Đồng Tháp                     | 6            | 5  | 6  | 8  | 8  |   |   |   | 9  | 9  | 9  | 9  | 9  |    | 9  | 9  | 9  | 9  |   |
| Khánh Hòa                     | 7            | 10 | 10 | 10 | 10 |   |   |   | 10 | 10 | 10 | 10 | 10 |    | 10 | 10 | 10 | 10 |   |
| Nam Định                      | 3            | 6  | 2  | 5  | 3  |   |   |   | 3  | 2  | 2  | 2  | 1  |    | 1  | 1  | 1  | 2  |   |
| Sông Lam Nghệ An              | 1            | 4  | 5  | 3  | 1  | 1 | 1 | 1 | 1  | 1  | 1  | 1  | 2  |    | 2  | 2  | 2  | 1  |   |
| Thể Công                      | 4            | 1  | 1  | 2  | 4  |   |   |   | 2  | 3  | 3  | 4  | 5  |    | 3  | 6  | 3  | 3  |   |
| Thừa Thiên Huế                | 8            | 8  | 8  | 9  | 9  |   |   |   | 8  | 7  | 8  | 8  | 8  |    | 6  | 5  | 6  | 8  |   |

## Thống kê mùa giải

### Theo câu lạc bộ
| Xếp hạng                                    | Câu lạc bộ                    | Số lượng |
| ------------------------------------------- | ----------------------------- | -------- |
| CLB thắng nhiều nhất                        | Sông Lam Nghệ An, Nam Định    | 11 trận  |
| CLB thắng ít nhất                           | Khánh Hòa                     | 1 trận   |
| CLB hoà nhiều nhất                          | Đồng Tháp                     | 7 trận   |
| CLB hoà ít nhất                             | Nam Định, Công an Hải Phòng   | 1 trận   |
| CLB thua nhiều nhất                         | Khánh Hòa                     | 13 trận  |
| CLB thua ít nhất                            | Sông Lam Nghệ An              | 4 trận   |
| Chuỗi thắng dài nhất                        | Sông Lam Nghệ An              | 6 trận   |
| Chuỗi bất bại dài nhất                      | Sông Lam Nghệ An              | 7 trận   |
| Chuỗi không thắng dài nhất                  | Khánh Hòa                     | 10 trận  |
| Chuỗi thua dài nhất                         | Khánh Hòa                     | 7 trận   |
| CLB ghi nhiều bàn thắng nhất                | Sông Lam Nghệ An              | 30 bàn   |
| CLB ghi ít bàn thắng nhất                   | Khánh Hòa                     | 15 bàn   |
| CLB ghi nhiều bàn thắng trên sân khách nhất | Công an Thành phố Hồ Chí Minh | 15 bàn   |
| CLB ghi ít bàn thắng trên sân khách nhất    | Thừa Thiên Huế                | 5 bàn    |
| CLB lọt lưới nhiều nhất                     | Khánh Hòa                     | 36 bàn   |
| CLB lọt lưới ít nhất                        | Sông Lam Nghệ An              | 15 bàn   |
| CLB nhận thẻ vàng nhiều nhất                | Công an Thành phố Hồ Chí Minh | 47 thẻ   |
| CLB nhận thẻ vàng ít nhất                   | Thừa Thiên Huế                | 20 thẻ   |
| CLB nhận thẻ đỏ nhiều nhất                  | Công an Thành phố Hồ Chí Minh | 4 thẻ    |
| CLB nhận thẻ đỏ ít nhất                     |                               | 0 thẻ    |

### Theo cầu thủ

#### Cầu thủ ghi bàn hàng đầu
Dưới đây là danh sách những cầu thủ ghi bàn của giải đấu. Đã có 230 bàn thắng ghi được trong 90 trận đấu, trung bình 2.56 bàn thắng mỗi trận đấu.

| Xếp hạng | Cầu thủ                  | Câu lạc bộ                    | Số bàn thắng |
| -------- | ------------------------ | ----------------------------- | ------------ |
| 1        | Đặng Đạo                 | Khánh Hòa                     | 11           |
| 2        | Huỳnh Hồng Sơn           | Cảng Sài Gòn                  | 10           |
| 3        | Tô Đức Cường             | Công an Hải Phòng             | 9            |
| 4        | Hồ Văn Lợi               | Cảng Sài Gòn                  | 8            |
| 5        | Nguyễn Lương Phúc        | Nam Định                      | 7            |
| 6        | Vũ Minh Hiếu             | Công an Hà Nội                | 6            |
| 6        | Nguyễn Trung Vĩnh        | Đồng Tháp                     | 6            |
| 6        | Enock Kyembe             | Sông Lam Nghệ An              | 6            |
| 7        | Nguyễn Đức Mạnh          | Công an Hải Phòng             | 5            |
| 7        | Trần Quan Huy            | Cảng Sài Gòn                  | 5            |
| 7        | Nguyễn Minh Nghĩa        | Đồng Tháp                     | 5            |
| 7        | Iddi Batambuze           | Sông Lam Nghệ An              | 5            |
| 8        | Lê Huỳnh Đức             | Công an Thành phố Hồ Chí Minh | 4            |
| 8        | Nguyễn Thanh Tùng A      | Công an Hà Nội                | 4            |
| 8        | Ronald Martins Katsigazi | Công an Hải Phòng             | 4            |
| 8        | David Serene             | Công an Thành phố Hồ Chí Minh | 4            |
| 8        | Nguyễn Phi Hùng          | Sông Lam Nghệ An              | 4            |
| 8        | Văn Sỹ Thủy              | Sông Lam Nghệ An              | 4            |
| 8        | Hồ Thanh Thưởng          | Sông Lam Nghệ An              | 4            |
| 8        | Ngô Quang Trường         | Sông Lam Nghệ An              | 4            |
| 8        | Nguyễn Hồng Sơn          | Thể Công                      | 4            |
| 8        | Nguyễn Văn Hiền          | Thừa Thiên Huế                | 4            |
| 9        | Đặng Phương Nam          | Thể Công                      | 3            |
| 9        | Triệu Quang Hà           | Thể Công                      | 3            |
| 9        | Phan Thế Hiếu            | Nam Định                      | 3            |
| 9        | Nguyễn Trung Kiên        | Nam Định                      | 3            |
| 9        | Hoàng Kiên Cường         | Nam Định                      | 3            |
| 9        | Hoàng Trung Phong        | Công an Hà Nội                | 3            |
| 9        | Vũ Thanh Sơn             | Công an Hà Nội                | 3            |
| 9        | Vũ Mạnh Cường            | Thừa Thiên Huế                | 3            |
| 9        | Trần Quang Sang          | Thừa Thiên Huế                | 3            |
| 9        | Bùi Sỹ Thành             | Công an Thành phố Hồ Chí Minh | 3            |
| 9        | Hoàng Hùng               | Công an Thành phố Hồ Chí Minh | 3            |
| 9        | Giang Thành Thông        | Công an Thành phố Hồ Chí Minh | 3            |
| 9        | Trần Duy Quang           | Đồng Tháp                     | 3            |
| 9        | Sam Dee                  | Đồng Tháp                     | 3            |
| 10       | Lê Bật Hưng              | Công an Hà Nội                | 2            |
| 10       | Nguyễn Tuấn Thành        | Công an Hà Nội                | 2            |
| 10       | Nguyễn Ngọc Thanh        | Cảng Sài Gòn                  | 2            |
| 10       | Nguyễn Thành Thắng       | Công an Hải Phòng             | 2            |
| 10       | Đặng Văn Dũng            | Công an Hải Phòng             | 2            |
| 10       | Nguyễn Liêm Thanh        | Công an Thành phố Hồ Chí Minh | 2            |
| 10       | Phùng Thanh Phương       | Công an Thành phố Hồ Chí Minh | 2            |
| 10       | Yu Xiang                 | Công an Thành phố Hồ Chí Minh | 2            |
| 10       | Nguyễn Văn Hùng          | Đồng Tháp                     | 2            |
| 10       | Nguyễn Văn Sỹ            | Nam Định                      | 2            |
| 10       | Serguei Litvinov         | Nam Định                      | 2            |
| 10       | Trương Việt Hoàng        | Thể Công                      | 2            |
| 10       | Sul Ik Chan              | Khánh Hòa                     | 2            |
| 11       | Hà Mai Giang             | Sông Lam Nghệ An              | 1            |
| 11       | Đăng Quốc Cường          | Sông Lam Nghệ An              | 1            |
| 11       | Trần Xuân Lý             | Sông Lam Nghệ An              | 1            |
| 11       | Nguyễn Xuân Thanh        | Công an Hà Nội                | 1            |
| 11       | Nguyễn Mạnh Hà           | Công an Hà Nội                | 1            |
| 11       | Vafin K Dolley           | Công an Hải Phòng             | 1            |
| 11       | Quang Hợp                | Công an Hải Phòng             | 1            |
| 11       | Phạm TIến Dũng           | Công an Hải Phòng             | 1            |
| 11       | Mai Ngọc Quang           | Công an Hải Phòng             | 1            |
| 11       | Trịnh Xuân Thành         | Công an Hải Phòng             | 1            |
| 11       | Nguyễn Ngọc Thọ          | Công an Thành phố Hồ Chí Minh | 1            |
| 11       | Nguyễn Việt Thắng        | Công an Thành phố Hồ Chí Minh | 1            |
| 11       | Nguyễn Hồng Hải          | Công an Thành phố Hồ Chí Minh | 1            |
| 11       | Nguyễn Thanh Sơn         | Cảng Sài Gòn                  | 1            |
| 11       | Lương Trung Tuấn         | Cảng Sài Gòn                  | 1            |
| 11       | Nguyễn Quang             | Cảng Sài Gòn                  | 1            |
| 11       | Cisse Yousouf            | Cảng Sài Gòn                  | 1            |
| 11       | Vũ Duy Hoàng             | Nam Định                      | 1            |
| 11       | Phạm Hồng Phú            | Nam Định                      | 1            |
| 11       | Nguyễn Quốc Trung        | Thể Công                      | 1            |
| 11       | Vũ Công Tuyền            | Thể Công                      | 1            |
| 11       | Nguyễn Minh Tuấn         | Thể Công                      | 1            |
| 11       | Thạch Bảo Khanh          | Thể Công                      | 1            |
| 11       | Nguyễn Thanh Hải         | Thể Công                      | 1            |
| 11       | Đặng Thanh Phương        | Thể Công                      | 1            |
| 11       | Nguyễn Đức Dũng          | Thừa Thiên Huế                | 1            |
| 11       | Nguyễn Quốc Huy          | Thừa Thiên Huế                | 1            |
| 11       | Trần Mậu Trí             | Thừa Thiên Huế                | 1            |
| 11       | Đinh Công Thịnh          | Thừa Thiên Huế                | 1            |
| 11       | Lê Quyết Thắng           | Thừa Thiên Huế                | 1            |
| 11       | Trần Công Minh           | Đồng Tháp                     | 1            |
| 11       | Anderson Doreis          | Đồng Tháp                     | 1            |
| 11       | Gilberto Costa           | Đồng Tháp                     | 1            |
| 11       | Đoàn Hoàng Sơn           | Đồng Tháp                     | 1            |
| 11       | Hoàng Anh Tuấn           | Khánh Hòa                     | 1            |
| 11       | Lâm Mộng Huỳnh           | Khánh Hòa                     | 1            |

#### Kỷ luật
- Nhận nhiều thẻ vàng nhất: Anh Tuấn (Thể Công) và Văn Tuấn (Cảng Sài Gòn) - 6 thẻ.
- Thẻ vàng đầu tiên của giải: Đình Nghiêm (Đồng Tháp), phút thứ 5 trận gặp Nam Định vòng 1, ngày 3 tháng 12 năm 2000.
- Thẻ vàng nhanh nhất: Vũ Như Thành (Thể Công), phút thứ 3 trận gặp Sông Lam Nghệ An vòng 3, ngày 17 tháng 12 năm 2000.[18]

### Kỷ lục
- Trận đấu nhiều khán giả nhất: Đồng Tháp gặp Công an Thành phố Hồ Chí Minh (vòng 15) - 22.000 người.
- Trận đấu ít khán giả nhất: Cảng Sài Gòn gặp Khánh Hòa (vòng 15) và Khánh Hòa gặp Công an Hà Nội (vòng 18) - 2.000 người.
- Đội thay huấn luyện viên nhiều nhất: Công an Thành phố Hồ Chí Minh và Khánh Hòa - mỗi đội 3 lần.

## Tổng số khán giả

### Theo vòng đấu
| Vòng đấu  | Tổng cộng | Trung bình |
| --------- | --------- | ---------- |
| Vòng 1    | 70.000    | 14.000     |
| Vòng 2    | 57.000    | 11.400     |
| Vòng 3    |           |            |
| Vòng 4    |           |            |
| Vòng 5    |           |            |
| Vòng 6    |           |            |
| Vòng 7    |           |            |
| Vòng 8    |           |            |
| Vòng 9    |           |            |
| Vòng 10   |           |            |
| Vòng 11   |           |            |
| Vòng 12   |           |            |
| Vòng 13   |           |            |
| Vòng 14   |           |            |
| Vòng 15   |           |            |
| Vòng 16   |           |            |
| Vòng 17   | 35.000    | 7.000      |
| Vòng 18   | 40.000    | 8.000      |
| Tổng cộng |           |            |

## Các giải thưởng

### Giải thưởng tháng
Thành tích thi đấu tại hai giải Chuyên nghiệp và Cúp Quốc gia sẽ được xét đến để trao các danh hiệu tháng.
| Tháng    | Cầu thủ xuất sắc nhất tháng  | Huấn luyện viên xuất sắc nhất tháng  | Thủ môn xuất sắc nhất tháng    | Hậu vệ xuất sắc nhất tháng                  | Bàn thắng đẹp nhất tháng                     |
| -------- | ---------------------------- | ------------------------------------ | ------------------------------ | ------------------------------------------- | -------------------------------------------- |
| Tháng 12 | Hồ Văn Lợi (Cảng Sài Gòn)    | Nguyễn Văn Nhã (Công an Hà Nội)      | Đỗ Thành Tôn (Công an Hà Nội)  | Phạm Minh Đức (Công an Hà Nội)              | Nguyễn Văn Sỹ (Nam Định)                     |
| Tháng 3  | Nguyễn Hồng Sơn (Thể Công)   | Nguyễn Thành Vinh (Sông Lam Nghệ An) | Võ Văn Hạnh (Sông Lam Nghệ An) | Nguyễn Trường Giang (Công an Hải Phòng).    | Trần Mậu Trí (Thừa Thiên Huế)                |
| Tháng 4  | Nguyễn Lương Phúc (Nam Định) | Ninh Văn Bảo (Nam Định)              | Trần Quốc Trung (Nam Định)     | Musa Aliu (Cảng Sài Gòn)                    | Phùng Thanh Phương (Công an TP. Hồ Chí Minh) |
| Tháng 5  | Serguei Litvinov (Nam Định)  | Phạm Huỳnh Tam Lang (Cảng Sài Gòn)   | Đỗ Thành Tôn (Công an Hà Nội)  | Nguyễn Thanh Hải (Thể Công)                 | Thạch Bảo Khanh (Thể Công)                   |
| Tháng 6  | Nguyễn Hồng Sơn (Thể Công)   | Lê Thanh Huy (Bình Định)             | Đỗ Thành Tôn (Công an Hà Nội)  | Zhao Shuang (Công an Thành phố Hồ Chí Minh) | Blessing Ughojo (Bình Định)                  |

### Giải thưởng chung cuộc
Được công bố vào ngày 27 tháng 11 năm 2001, sau khi mùa giải kết thúc.
- Vua phá lưới: Đặng Đạo (Khánh Hòa)
- Huấn luyện viên xuất sắc nhất: Ninh Văn Bảo (Nam Định)
- Cầu thủ xuất sắc nhất: Nguyễn Hồng Sơn (Thể Công)
- Thủ môn xuất sắc nhất: Đỗ Thành Tôn (Công an Hà Nội)
- Hậu vệ xuất sắc nhất: Phạm Minh Đức (Công an Hà Nội)
- Cầu thủ trẻ tiến bộ nhất: Thạch Bảo Khanh (Thể Công)
- Bàn thắng đẹp nhất: Trần Công Minh (Đồng Tháp), ghi trong trận đấu gặp Công an Hải Phòng ở vòng 5, ngày 31 tháng 12 năm 2000.
- Giải phong cách: Cảng Sài Gòn[27]
- Đội hình tiêu biểu:

| Đội hình tiêu biểu V-League 2000–01 | Đội hình tiêu biểu V-League 2000–01         | Đội hình tiêu biểu V-League 2000–01 | Đội hình tiêu biểu V-League 2000–01 |
| ----------------------------------- | ------------------------------------------- | ----------------------------------- | ----------------------------------- |
| Đỗ Thành Tôn (Công an Hà Nội)       |                                             |                                     |                                     |
| Phạm Minh Đức (Công an Hà Nội)      | Zhao Shuang (Công an Thành phố Hồ Chí Minh) | Nguyễn Quốc Trung (Thể Công)        | Nguyễn Huy Hoàng (Sông Lam Nghệ An) |
| Phạm Hồng Phú (Nam Định)            | Iddi Batambuze (Sông Lam Nghệ An)           | Nguyễn Hồng Sơn (Thể Công)          | Serguei Litvinov (Nam Định)         |
| Enock Kyembe (Sông Lam Nghệ An)     | Enock Kyembe (Sông Lam Nghệ An)             | Đặng Đạo (Khánh Hòa)                | Đặng Đạo (Khánh Hòa)                |

| Vô địch Giải bóng đá Vô địch Quốc gia chuyên nghiệp 2000–01 |
| ----------------------------------------------------------- |
| Sông Lam Nghệ An Lần thứ hai                                |